# Helina bevisi
Helina bevisi är en tvåvingeart som beskrevs av Zielke 1979. Helina bevisi ingår i släktet Helina och familjen husflugor. Inga underarter finns listade i Catalogue of Life.